# Pornografiegesetz
Das österreichische Pornografiegesetz (PornG), auch Bundesgesetz vom 31. März 1950 über die Bekämpfung unzüchtiger Veröffentlichungen und den Schutz der Jugend gegen sittliche Gefährdung oder Schmutz- und Schundgesetz ist ein Gesetz, das Pornographie in Österreich regelt. Es hat seine Wurzeln in den rechtlichen Bemühungen seit dem 17. Jahrhundert, unzüchtige Schriften und Gegenstände zu bekämpfen. Der Grund der Erlassung des Pornografiegesetzes war, dass die Katastrophe des Zweiten Weltkrieges nicht nur die Wirtschaft lahmgelegt hatte, sondern auch zu einer Erschütterung der überlieferten Anschauungen von Sitte und Moral geführt hatte. Seit seiner Verabschiedung im Jahr 1950 wurde das Gesetz (bis auf einige Änderungen formaler Natur) inhaltlich nicht novelliert, jedoch von Gerichten zunehmend liberalisiert. Aufgrund seines Alters wurde es mehrfach als veraltet und reformbedürftig kritisiert.

## Rechtshistorische Entwicklung

### Vor 1950: Schutz vor Gottes Zorn und Schutz der Jugend

#### Erste auffindbare Bemühungen, Unzucht zu bekämpfen
Seit dem 17. Jahrhundert gibt es Bemühungen, unzüchtige Schriften und Gegenstände durch Rechtsvorschriften zu bekämpfen. Mit dem Aufkommen des Buchdrucks und der Möglichkeit der Verbreitung von Druckerzeugnissen größerem Umfang sah die Obrigkeit die Notwendigkeit, gegen pornografische Schriften vorzugehen. Es bestand die Befürchtung der Obrigkeit, dass man den Zorn Gottes auf sich ziehen würde, wenn man nicht gegen diese Form der Unzucht vorgeht. Mit der gesellschaftlichen Abkehr von den Geboten der Religion änderte sich die Begründung: Statt Gottes Zorn wurde das Sittlichkeitsempfinden der Bevölkerung und die Sorge um die Jugend angeführt. In der Zeit Maria Theresias von Österreich wurden zusätzliche Gesetze erlassen, die jedoch nicht den gewünschten Erfolg zeigten, da weiterhin einschlägige Darstellungen verbreitet wurden. Erzherzog Franz I. von Österreich (zu dieser Zeit Franz II. als Kaiser des Heiligen Römischen Reichs) erließ 1795 eine Zensurverordnung und 1803 ein Strafgesetz, das die Verbreitung von Druckwerken ohne Zensurprüfung verbot und mit Verlust der Gewerbeberechtigung oder Haft bestrafte. 1852 wurde ein neues Strafgesetz erlassen, das bis 1975 galt. Es enthielt eine Generalklausel, die unzüchtige Verhaltensweisen und Erzeugnisse verbot und mit bis zu sechs Monaten Haft bestrafte, bei Druckwerken bis zu einem Jahr Haft. Auch mündliche Äußerungen, wie unzüchtige Reden am Stammtisch, wurden erfasst. Es reichte die konkrete Möglichkeit aus, Ärgernis zu erregen. Es genügte Ärgernis durch nachträgliches Bekanntwerden der Handlung. Es wurde z. B. eine Gruppe von Menschen verurteilt, da sie in einem geschlossenen Zirkel unzüchtige Briefe geschrieben hatten, bei dem es unmöglich war, öffentliches Ärgernis zu erregen. In der Rechtsprechung wurde zwischen Unzucht und Unanständigkeit unterschieden. Beschimpfungen wie „Huren“ und „Schwänze“ wurden als unanständig, aber nicht strafrechtlich relevant angesehen, da diese Worte nur dazu verwendet wurden, Verachtung gegenüber anderen zum Ausdruck zu bringen. Es wurde erst strafrechtlich relevant, wenn Sexualität im Spiel war. Ursprünglich verstand man im Mittelalter unter „Unzucht“ („Ohnzucht“) ein geringes Vergehen („Mangel an Zucht“). Die Verengung des Begriffs auf das Sexuelle entwickelte sich erst im 15./16. Jahrhundert.

#### Spezialgesetze ab dem 20. Jahrhundert
Ab dem 20. Jahrhundert wurden ergänzende Gesetze erlassen. So bestimmte das Pressegesetz 1922, dass Druckwerke, „die durch Ausnützung der jugendlichen Triebe das sittliche Wohl der Jugend gefährden, von jeder Verbreitung an Personen unter achtzehn Jahren“ ausgeschlossen und ihr „Vertrieb durch Straßenverkauf und Zeitungsverschleißer überhaupt“ untersagt werden konnte. Auch wurde ein internationales Abkommen zur Bekämpfung obszöner Schriften aus den Jahren 1910 und 1923 völkerrechtlich verankert. Diese Abkommen stehen für Österreich heute immer noch in Geltung und verpflichten, unzüchtige Erzeugnisse zu bekämpfen, insbesondere wenn es sich um kommerzielle Produkte handelt. Mit der Strafgesetznovelle von 1929 wurden Jugendschutzvorschriften erlassen, die es (wie heute § 2 PornG) kriminalisierten, unter 16-Jährigen „anstößige“ Erzeugnisse zugänglich zu machen. Außerdem wurde der Tatbestand „Ankündigungen zur Herbeiführung unzüchtigen Verkehrs“ eingeführt, der heute noch unter demselben Namen existiert (§ 219 StGB). Im Jahr 1934 wurde durch das kriegswirtschaftliche Ermächtigungsgesetz die „Verordnung zum Schutze der Sittlichkeit und der Volksgesundheit“ erlassen. Lichtbilder und Ansichtskarten, auf denen ganz oder vorwiegend der nackte menschliche Körper zu sehen war, durften nicht angeschlagen, ausgehängt, aufgelegt, vertrieben, beworben usw. werden. Der Vertrieb von empfängnisverhütenden Mitteln (z. B. Kondome) war eingeschränkt. Mechanisch wirkende empfängnisverhütende Mittel durften (an Letztverbraucher) nur von Unternehmen verkauft werden, die polizeilich zum Verkauf solcher Mittel befugt waren (Apotheken, Drogisten, Bandagisten, Parfümerien, Gummiwarenhändler etc.). In Automaten durften diese Mittel nur in polizeilich hiezu genehmigten Räumlichkeiten aufgestellt werden. Anschläge und Aushänge mit Hinweisen auf solche Räumlichkeiten waren verboten. Mechanisch wirkende Mittel, „die bloß zur Verhütung der Empfängnis bestimmt sind, wie Pessare, Schwämmchen u. dgl.“ durften nur durch Zusendungen und durch Einschaltungen in Fachzeitschriften und nur gegenüber Personen beworben werden, die „ein berufliches Interesse daran haben“. Mittel, „die zur Verhütung der Empfängnis und zugleich zum Schutz gegen Geschlechtskrankheiten dienen, wie Präservative, Spülapparate u. dgl.“ durften zwar durch Aushang, Anschlag und Auflage beworben werden, jedoch nur in und vor befugten Unternehmen und, wenn die Ankündigung von der Straße aus sichtbar war, nur in „nicht aufdringlicher Weise“. Kataloge, Preislisten und dergleichen durften an Personen, die kein berufliches Interesse daran hatten, nur auf Verlangen zugesandt oder ausgehändigt werden und durften bei Versand, Verteilung und öffentlichem Aushang, Anschlag oder Auflage nur die handelsübliche Bezeichnung, die Schutzmarke und den Preis beinhalten. Einschaltungen in anderen als Fachzeitschriften waren auch für solche (nicht bloß empfängnisverhütende) Mittel untersagt. Der österreichische Oberste Gerichtshof (OGH) zeigte bereits in den 1930er Jahren staatlichen Argwohn gegenüber Empfängnisverhütung und Aufklärung, indem er eine Druckschrift als grob unzüchtig bezeichnete, weil sie geschlechtliche Vorgänge in einer das Schamgefühl verletzenden Weise darstellte. Diese Kritik richtete sich insbesondere gegen Darstellungen von widernatürlichem Geschlechtsverkehr und unzüchtigen Schwangerschaftsverhütungsversuchen. Ein weiterer Kritikpunkt war, dass der Text allgemein verständlich und für die breite Masse zugänglich war. Die Verordnung von 1934 wurde in das Verfassungsüberleitungsgesetz 1945 übernommen, jedoch aufgrund ihrer historischen Herkunft und der kritischen Sichtweise selten angewendet.

### 1950 – 1960: Das „Pornographiegesetz“

#### Erlassung des Pornografiegesetzes
Im Jahr 1950 wurde das Pornografiegesetz (voller Titel: „Bundesgesetz vom 31. März 1950 über die Bekämpfung unzüchtiger Veröffentlichungen und den Schutz der Jugend gegen sittliche Gefährdung“) oder umgangssprachlich „Schmutz- und Schundgesetz“ erlassen. Dieses Gesetz ist auch noch heute Grundlage der österreichischen Pornografiegesetzgebung. Der Grund für das Pornografiegesetz liege darin, dass der Zweite Weltkrieg nicht nur die Wirtschaft lahmgelegt, sondern auch zu einer Erschütterung der überlieferten Anschauungen von Sitte und Moral geführt habe. Das ungesunde Leben im Krieg, die Enthaltsamkeit und der Umgang mit Tod schufen ein gesteigertes Verlangen nach Genuss, besonders im sexuellen Bereich. Um das geordnete Zusammenleben im Staat zu sichern und die geistige sowie moralische Gesundheit der heranwachsenden Generation zu schützen, wurden Schranken für Sitte und Anstand errichtet. Das Gesetz sollte nach den Gesetzgebern dazu dienen, die Befriedigung des Geschlechtstriebs in geordnete Bahnen zu lenken. Es wurde behauptet, dass Werke, die nur erotische Empfindungen wecken sollen, ähnlich wie Drogen wirkten, da sie gesteigerte Lustempfindungen hervorriefen. Diese können besonders gefährlich sein, weil sie die unterbewussten Triebe der Jugend wecken können. Alle drei Parlamentsparteien (SPÖ, ÖVP, KPÖ) lehnten „Schmutz und Schund“ ab, jedoch mit unterschiedlicher Intensität. Fischer (KPÖ) nannte es ein „Wimmerl am Volkskörper“, während Kranebitter (ÖVP) es als zersetzenden Geistesfraß ansah, der in die entlegensten Gebiete Österreichs gelangte und die Jugend des Bauerntums zur sittlichen Zügellosigkeit verführten. Er warnte, dass dies das österreichische Volk zerstören könnte, und forderte den Nationalrat auf, das Gesetz rigoros anzuwenden, um diese Pestbazillen sittlicher Fäulnis zu beseitigen und die verpestung der Jugendseele sowie die Volksgesundheit und Entehrung der Frauenwürde zu schützen. Es sollen auch die Brutstätten der Pestbazillen sittlicher Fäulnis radikal vernichtet werden. Die SPÖ betonte die Notwendigkeit der sexueller Aufklärung, um die Jugend von schmutziger Literatur abzuhalten. 
§ 1 des PornG von 1950 unterschied sich von der Verordnung von 1934, indem nicht mehr Nacktheit und empfängnisverhütende Mittel, sondern „Unzüchtigkeit“ strafbar war. Der Fokus lag auf sexuellen Handlungen und gewinnstrebenden Absichten, denn nur gewinnstrebendes Handeln war strafbar. In der Regierungsvorlage wurde betont, dass es Unrecht sei, den Fortpflanzungstrieb der Menschen zur Geldgewinnung zu nutzen. Es war anders als nach der Verordnung 1934 egal, ob Pornographie öffentlich oder privat gezeigt wurde. Gewinnerzielende Absicht umfasste Verkauf, Verleih oder Nutzung im Lokal, um Gäste anzulocken. Auch Angestellte konnten bestraft werden, wenn sie indirekt am Gewinn beteiligt waren. Der Fokus auf „Gewinnsucht“ wurde von dem SPÖ-Abgeordneten Strasser als Freiheitselement gesehen, da nur Produzenten, nicht Konsumenten, bestraft wurden. Das Strafmaß betrug ein Jahr Freiheitsstrafe und/oder Geldstrafe. § 2 des Pornografiegesetzes stellte nicht auf Gewinnerzielungsabsichten ab, sondern verschärfte die 1929 eingeführten Jugendschutzbestimmungen. Es erfasst Inhalte, die die sittliche oder gesundheitliche Entwicklung Jugendlicher durch Reizung der Lüsternheit oder Irreleitung des Geschlechtstriebs gefährden könnten. Dieser Kreis von „anstößigen“ Inhalten ist weiter als der von „unzüchtigen“ Inhalten. Darstellungen, wie etwa eine erotische Pose, konnten daher unter § 2 fallen. Das Gesetz von 1950 verschärfte die Bestimmungen der StG-Novelle 1929 in mehreren Punkten: Filme vor Jugendlichen unter 16 Jahren wurden auch ohne Entgelt strafbar, und das Verbot erstreckte sich auf Darbietungen und Veranstaltungen. Der Begriff der „Anstößigkeit“ wurde erweitert, sodass aus der Überreizung oder Irreleitung des Geschlechtsgefühls jede sexuelle Reizung strafbar war, die die sittliche oder seelische Gesundheit durch Reizung der Lüsternheit oder Irreleitung des Geschlechtstriebs gefährden könnte. Die Höchststrafe wurde von drei auf sechs Monate Haft verdoppelt. Der Jugendschutz war ein zentrales Anliegen und die Durchsetzung lag bei den Jugendschöffengerichten, auch wenn ausschließlich Erwachsene beteiligt waren.

#### Jugendschutz im Pornografiegesetz
Das österreichische Pornografiegesetz betont den Jugendschutz, was sich auch darin zeigt, dass seine Vollziehung durch Jugendschöffengerichte erfolgt und durch den Namen des Gesetzes. Diese waren selbst dann zuständig, wenn ausschließlich Erwachsene ausschließlich Erwachsenen „unzüchtige“ Gegenstände verkauften. In der Parlamentsdebatte von 1950 wurde bemerkt, dass eher ältere Menschen Pornografie konsumieren, SPÖ-Abgeordnete Strasser äußerte, dass man aufgrund der Altersstruktur eher von einem „Gesetz zum Schutz des Alters“ sprechen müsse als von einem Gesetz zum Schutz der Jugend, weil in erster Linie ältere Leute Pornografie konsumieren. Das Gesetz besteht bis heute unverändert, jedoch wurde die Umsetzung im Laufe der Zeit geändert. Die Zuständigkeit wurde von den Jugendschöffengerichten an die Einzelrichter der Landesgerichte und 1993 auch der Bezirksgerichte übertragen. Verfahren nach § 2 PornG wurden bereits 1989 in die Zuständigkeit der Bezirksgerichte überstellt. Im Gegensatz zur Verordnung von 1934 richtet sich § 1 des PornG gegen gewinnsüchtigen Umgang mit „unzüchtigen“ Gegenständen, nicht gegen bloße Nacktheit. Es geht um die kommerzielle Ausbeutung sexueller Erregung und nicht um die Darstellung entblößter Geschlechtsteile, da bekleidete Personen lasziver wirken können als Aktbilder. Bei der Entscheidung über Unzucht wurde der zu § 516 StG entwickelte Begriff herangezogen, der kein generelles Verbot der Darstellung des nackten Körpers enthielt. Erst wenn durch die Darstellung die Geschlechtssphäre besonders betont und die Aufmerksamkeit des Betrachters auf diese Teile des Körpers gelenkt wird, überschreitet die Darstellung die Schwelle zur „Unzucht“. Die Herstellung und Verbreitung von Werken wie „Das Bildnis des Dorian Grey“ und den Modellstudien „M1“ und „Imbert's Model-Studier“ wurden nach dem Pornografiegesetz verurteilt, da sie nur vorgegeben haben, Künstlern und Zeichenschülern zu dienen. Ein künstlerischer, ästhetischer oder belehrender Zweck wurde nur dann als Rechtfertigung anerkannt, wenn dieser Zweck im Werk klar erkennbar war. Medizinische, forensische oder sittengeschichtliche Werke waren unbedenklich, solange sie im Interesse der wissenschaftlichen oder künstlerischen Fortbildung genutzt wurden. Wurden solche Werke jedoch an ein allgemeines Publikum verbreitet und hauptsächlich wegen ihrer erotischen Inhalte geschätzt, konnten sie ihren Charakter ändern und als unzüchtig gelten. Das Konzept der „relativen Unzucht“ wurde in den 50er und 60er Jahren wichtiger. Es berücksichtigte Preis, Ausstattung und Aufmachung von Werken. Teure Luxusausgaben wurden geduldet, da sie weniger verbreitet waren und nur von Wohlhabenden gekauft wurden. Es wurde angenommen, dass das Gift nur in geringen Dosen freigegeben wurde. Die Wohlhabenden wurden zudem als immuner gegenüber negativen Auswirkungen angesehen. Der deutsche Bundesgerichtshof entschied 1952, dass selbst in einschlägigen Lokalen vertriebene Zeitschriften für Homosexuelle als unzüchtig gelten können, wenn sie nicht den Maßstäben des „normalen“ gesunden Menschen entsprechen.

### 1960 – 2000: Die Judikaturwende

#### Liberalisierung Artikel 1 PornG: Verbreitung von Unzucht
Die gesellschaftlichen Werthaltungen zur Sexualität änderten sich in den 60er Jahren, was die Rechtsprechung beeinflusste. Ein Meilenstein war die Entscheidung des OGH von 1961 zur Verwendung luststeigernder Kombinationsringe (Kondome, die durch aufvulkanisierte Noppen beim Geschlechtsverkehr eine verstärkte Reizung bewirken sollten). Das Erstgericht qualifizierte diese als unzüchtig, aber der OGH lehnte ab und befand, dass nur Perversionen außerhalb des „normalen“ Geschlechtsverkehrs als unzüchtig gelten. Luststeigernde Mittel (Aphrodisiaka), die den normalen Geschlechtsverkehr unterstützen, wurden somit als mit der Sexualmoral vereinbar angesehen. Die Bezeichnung „Ehehygieneartikel“ entstand, um das Pornografiegesetz zu umgehen, da der Zweck des Kaufs solcher Gegenstände nicht ersichtlich war. Bemerkenswert ist, dass die deutsche Rechtsprechung diesen Gedanken erst später aufgriff. Noch 1962 entschied der Bundesgerichtshof, dass Spezialkondome unzüchtig seien. Erst 1972 wurden sie freigegeben. Trotz der Liberalisierung blieb der „Durchschnittsmensch“ in Österreich recht prüde. Ein Aufklärungsfilm wurde 1970 als „unzüchtig“ qualifiziert, weil er erklärte, dass das Schlucken von Sperma nicht gesundheitsschädlich sei. Der von den Gerichten herangezogene „Durchschnittsmensch“ ist eine fiktive, normative Figur und stimmt nicht unbedingt mit den realen Auffassungen der Bevölkerung überein. Der OGH betonte, dass das Pornografiegesetz zum Schutz der Mehrheit der österreichischen Bevölkerung erlassen wurde. Die Wende im Umgang mit Pornografie kam Mitte der 1970er Jahre. Während das Verbot homosexueller Beziehungen und die Strafbestimmung gegen sexuelle Kontakte mit Tieren 1971 aufgehoben und § 516 StG 1975 gestrichen wurden, blieb das Pornografiegesetz unangetastet. Der Gesetzgeber erkannte, dass der strafrechtliche Schutz der Sittlichkeit veraltet sei und das Strafrecht nur bei sozial schädlichen Verfehlungen Anwendung finden solle. Konsequenzen aus diesen Erkenntnissen zog der Gesetzgeber im Bereich des Pornografiegesetzes jedoch nicht, sodass die Gerichte die Entkriminalisierung vorantrieben. Gestützt auf die gesellschaftlichen Veränderungen und die Aufhebung des § 516 StG sowie die restriktive Fassung des § 218 StGB, entwickelte der OGH die Unterscheidung zwischen „weicher“ und „harter“ Pornografie. Als „unzüchtig“ galt nur, was das Zusammenleben grob stört. Der Begriff der Unzucht wurde im Laufe der Zeit den gesellschaftlichen Anschauungen angepasst. In jüngeren Entscheidungen wird der Begriff der unzüchtigen Schrift dahingehend ausgelegt, dass sie schockierend und abstoßend auf den Durchschnittsmenschen wirken muss. Der „normale Durchschnittsmensch“ wurde bereits in den frühen 70er Jahren mit Merkmalen der „Aufgeschlossenheit“ versehen und sollte sozial integriert sowie offen gegenüber den Errungenschaften der Gegenwart sein. Nur das, was von einem sozial integrierten Durchschnittsmenschen als unerträglich empfunden wird, gilt als „unzüchtig“ und ist gemäß § 1 PornG verpönt. Solche Darstellungen umfassen hauptsächlich die „reale Sexepisode“ oder die „exzessiv-aufdringliche und abstoßende Wiedergabe realer Sexualakte“. Sexuelle Betätigung wurde als natürlicher, wertneutraler Lebensvorgang angesehen, und der Gesetzgeber entschied sich bewusst gegen eine prüde Grundhaltung. Eine strafrechtliche Inkriminierung aufgrund bloßer moralischer Überzeugungen wurde als undemokratisch und als Eiferertum abgelehnt. Irrelevante Fragen der Obszönität, Scham oder Geschmacklosigkeit hatten im Strafrecht keinen Platz mehr.

##### Legalisierung der Pornografie
Im Jahr 1976 wurde der Einzelhändler Hans S. wegen Handel mit pornographischen Materialien (Bücher, Bilder, Magazine und Schallplatten) auf der Grundlage des §1 des 1950 erlassenen Pornographiegesetzes angezeigt. In dieser Zeit war Pornografie unter Totalverbot. Bezogen wurden die Materialien vom deutschen Decker-Verlag und vom Stephenson-Verlag, der zum Beate-Uhse-Konzern gehörte. Waren zu dieser Zeit Fachgeschäfte für Ehehygiene erlaubterweise die ersten Sex-Shops in Österreich, bewegten sie sich doch am Rande der Legalität, da nicht klar war, ob Sexspielzeuge oder Spezialkondome, die den ehelichen Beischlaf beförderten, akzeptiert oder als „unzüchtig“ kriminalisiert wurden. Ebenso war die Grenze zwischen tolerierter Sexualaufklärungsliteratur und erotischer sowie pornografischer Literatur fließend. Die Unbestimmtheit des Straftatbestands der Unzüchtigkeit führte dazu, dass das Verhandlungsgeschick der Beteiligten vor Gericht entscheidend war. Geschäftsleute mussten sehr vorsichtig sein, um keinen Anstoß zu erregen. Oft wurden die Produkte nur in abgetrennten Bereichen gezeigt oder unter der Ladentheke verkauft. Hans S. hatte sein Geschäftslokal deutlich als Sex-Shop gekennzeichnet, der nur von Personen ab 18 Jahren betreten werden durfte. Die Alterskontrolle erfolgte durch Nachfrage und gegebenenfalls Ausweiskontrolle durch die Verkäuferinnen. Hans S. wurde dennoch zu vier Monaten Freiheitsstrafe und einer Geldstrafe verurteilt, weil seine Waren als unzüchtig und verletzend für das allgemeine Scham- und Sittlichkeitsgefühl angesehen wurden. Er legte eine Nichtigkeitsbeschwerde ein und argumentierte, dass seine Magazine und Bücher nur gängige Sexualpraktiken darstellten und keine extremen Praktiken. Außerdem sei sein Geschäft als Sex-Shop gekennzeichnet, sodass Kunden bewusst mit solchen Darstellungen konfrontiert würden. Der oberste Gerichtshof schloss sich dieser Argumentation im Wesentlichen an und gab S.‘ Nichtigkeitsbeschwerde recht. Dies führte zu einer Entmoralisierung der Pornographiegesetzgebung. Das Sexualstrafrecht war bereits 1971 liberalisiert worden, um nur sozial schädliche Verfehlungen strafrechtlich zu verfolgen. Sozial schädlich wäre alles, was die moralische Unversehrtheit der Jugend gefährdet, wie der offene Verkauf von Pornographie an Jugendliche unter 16 Jahren oder jede Form sexueller Nötigung. Das Strafrecht sei jedoch nicht dazu da, einer prüden Geisteshaltung zum Erfolg zu verhelfen. Die Reform legalisierte Homosexualität, aber die Pornographiegesetzgebung blieb unverändert. Erst durch das Urteil im Fall von Hans S. wurde der Straftatbestand der „Unzüchtigkeit“ neu definiert. „Harte Pornographie“ blieb verboten. Dazu zählten sexuelle Gewalttätigkeiten wie sadomasochistische Praktiken, Sex mit Minderjährigen, Sex mit Tieren und homosexueller Sex, während andere pornographische Materialien straffrei gestellt wurden, wenn sie nur an Erwachsene abgegeben wurden. Aufgrund der Entscheidung des Obersten Gerichtshofes hatten sich auch die Grundlagen für die Beurteilung von Hans S.‘ Fall verändert. Dieser wurde daher zur erneuten Verhandlung an das Erstgericht zurückverwiesen. Da einige der inkriminierten Schriften gleichgeschlechtliche Darstellungen enthielten, wurde er erneut schuldig gesprochen und musste eine Geldstrafe zahlen. Das Urteil war jedoch milder als das erste. Die Entscheidung des Obersten Gerichtshofes führte zu einer Liberalisierung der Pornographiegesetzgebung in Österreich. Ein Reformversuch in den 1990er Jahren scheiterte, und homosexuelle Pornographie blieb bis zur Jahrtausendwende illegal. Ab 2000 konnten volljährige Konsumenten auch homosexuelle Pornographie legal erwerben.

##### Klarstellung der Definition der Pornografie
Eine vernünftige Rechtsprechung sollte nur Darstellungen als „unzüchtig“ betrachten, die aus besonderen Gründen geeignet sind, das menschliche Zusammenleben zu stören. Es blieb jedoch unklar, was genau unter das Pornografiegesetz fiel, die auf den mit ihr (ungewollt) konfrontierten „Durchschnittsmenschen“ „schockierend und abstoßend“ wirken bzw. Minderjährige gefährden könne. Der Oberste Gerichtshof von Österreich erkannte, dass Darstellungen von Unzuchtsakten, die auf sich selbst reduziert, von anderen Lebenszusammenhängen gelöst und anreißerisch verzerrt sind, als pornografisch gelten. Erotische Darstellungen, die nicht diese Merkmale aufwiesen, schieden aus der Anwendung des Pornografiegesetzes aus und konnten unbeschränkt vertrieben werden. Darstellungen, die auf sich selbst reduziert, von anderen Lebenszusammenhängen gelöst und anreißerisch verzerrt sind, unterfallen dem Begriff der „Pornografie“. Sie gelten jedoch nur dann als „unzüchtig“ im Sinne des § 1 PornG, wenn sie das Zusammenleben grob stören, etwa durch ungewollte Konfrontation oder Kenntnisnahme durch Minderjährige. Es wurde erklärt, dass die Bewertung der Unzüchtigkeit eines Werkes nicht nur von seinem Inhalt abhänge, sondern auch vom angesprochenen Personenkreis. Zudem liege das Merkmal der Unzüchtigkeit nicht vor, wenn die Gefahr der Kenntnisnahme durch Jugendliche fehle oder wenn das Werk nicht geeignet sei, durch ungewollte Konfrontation berechtigtes Ärgernis zu erregen. Druckwerke mit sexuellen Darstellungen sind nicht tatbildlich nach § 1, wenn sie nur einem bestimmten Interessentenkreis erwachsener Personen vorbehalten sind, wie etwa Kunden von Sex-Shops. Das Pornografiegesetz beschränkt sich auf Fälle, in denen pornografische Materialien für jedermann frei zugänglich sind. Die Rechtsprechung hat den Verkauf pornografischer Materialien in Trafiken, Zeitungskiosken und Romanschwemmen zugelassen, jedoch nicht im Versandhandel, weil dort das Alter der Abnehmer unkontrollierbar ist.
Der OGH stellte fest, dass die Gesellschaft Pornografie im privaten oder geschlossenen Kreis akzeptiert, solange die Allgemeinheit nicht belästigt und die Jugend geschützt wird. Er sah sich mit diesen Kriterien im Einklang mit den gesellschaftlichen Wertvorstellungen. Dies galt jedoch nicht für jede Art von Pornografie. Der Senat von 1977 erkannte, dass bestimmte pornografische Darstellungen, wie sexuelle Gewalttätigkeiten, insbesondere sadistischer und masochistischer Natur, Akte mit unter 14-Jährigen sowie Darstellungen von Vaginalverkehr zwischen Vorfahren und Nachfahren sowie zwischen blutsverwandten Geschwistern, die Darstellung sexueller Kontakte mit unter 19-Jährigen (seit 1. Juli 2001: unter 18-Jährigen) und die Darstellung der Erlangung sexueller Kontakte von unter 19-Jährigen oder Tieren, sowie Sex mit Personen des gleichen Geschlechts, generell als unzüchtig angesehen werden. Des Weiteren galten die Darstellung des Missbrauchs von wehr- oder bewusstlosen (z. B. gelähmten, gefesselten, schlafenden, volltrunkenen, geistig schwer kranken oder behinderten) Personen oder exhibitionistische Akte (gegenüber unter 14-jährigen und bestimmten 14- und 15-jährigen Personen), Darstellungen der Erlangung sexueller Handlungen (oder auch nur unzüchtiger Posen oder der Entkleidung) durch Täuschung (§ 108 StGB) sowie tierquälerischer sexueller Handlungen (§ 222 StGB) und schließlich die Darstellung öffentlicher „unzüchtiger“ Handlungen als unzüchtig und waren verboten. Ungewöhnliche, aber nicht strafbare sexuelle Kontakte, wie Fäkalsex oder heterosexueller Gruppensex, wurden als „relativ unzüchtig“ eingestuft.

##### Homosexuelle Pornografie und SM-Pornografie
Die Behandlung homosexueller Pornografie blieb kontrovers. Der verstärkte Senat des OGH wies 1977 die Ansicht zurück, dass nur kriminelle homosexuelle Handlungen zur „absolut unzüchtigen“ Pornografie zählen. Die Ausführungen wurden unterschiedlich interpretiert. Einige Senate verstanden darunter jegliche gleichgeschlechtliche Handlungen, während andere den Verweis auf das Verbot der Propagierung von Homosexualität (§ 220 StGB) einbezogen, der die „Werbung“ für Homosexualität (und Zoosexualität) („öffentliches Auffordern oder Gutheißen in einer Art, die geeignet ist, solche Handlungen nahezulegen“) unter Strafe stellte. Laut Duden Etymologie 1963 liegt „harte“ Pornografie nur vor, wenn eine Massenbeeinflussung droht. Ist der Kundenkreis klein oder bereits homosexuell interessiert, gilt die Darstellung als „relativ unzüchtig“. Absolute Unzüchtigkeit lag nur vor, wenn eine größere Zahl heterosexueller Menschen zur Homosexualität verführt werden soll. Ein neuerlicher verstärkter Senat beendete die Liberalisierungsversuche und erklärte gleichgeschlechtliche Pornografie unabhängig vom angesprochenen Personenkreis und der Eignung zur Verführung als „absolut unzüchtig“. Gleichgeschlechtliche Unzucht widerspreche der heterosexuellen Orientierung der Gesellschaft und steht im Spannungsverhältnis zur rechtlich geordneten Gesellschaft. Der Senat betonte, dass eine Darstellung gleichgeschlechtlicher Vorgänge nur dann „unzüchtig“ ist, wenn sie anreißerisch verzerrt und obszön ist. Eine Massenbeeinflussung ist dafür nicht erforderlich. Die Rechtsprechung hielt bis 1989, als durch das Jugendgerichtsgesetz 1988 die Zuständigkeit zur Vollziehung des § 1 PornG von den Jugendschöffengerichten an Einzelrichter der Landesgerichte übertragen wurde. Das Oberlandesgericht Innsbruck nutzte seine neue Kompetenz zur Judikaturänderung und bestätigte 1989 das Urteil des Landesgerichts Innsbruck, das eine Frau vom Vorwurf freisprach, hartpornografische Filme mit lesbischen Szenen vertrieben zu haben. Das Gericht befand, dass der Begriff der Unzüchtigkeit nicht statisch ist und sich kulturell entwickelt. Der Durchschnittsmensch fühlte sich nicht mehr durch gleichgeschlechtliche Handlungen gestört, und die Legalisierung homosexueller Prostitution zeigte die veränderte gesellschaftliche Haltung.
Auch wenn man gleichgeschlechtliche Pornografie weiterhin als „hartpornografisch“ ansehen wollte, befand das Landesgericht Innsbruck 1989, dass die Tat nicht strafwürdig sei (§ 42 StGB). Seitdem war der Handel mit gleichgeschlechtlicher Pornografie im Zuständigkeitsbereich des Oberlandesgerichts Innsbruck (Tirol und Vorarlberg) freigegeben, während der Rest Österreichs dieser Ansicht nicht folgte. Der OGH entschied auch nach der Aufhebung des § 210 StGB, dass gleichgeschlechtliche Pornografie „absolut unzüchtig“ sei. Die Generalprokuratur versuchte zweimal, den OGH zur Revision dieser Entscheidung zu bewegen, jedoch ohne Erfolg. Die Beschwerden wurden aus formalen Gründen abgewiesen. Gerichte in Linz und Krems hoben Beschlagnahmen lesbisch-pornografischer Filme auf bzw. bestätigten sie, ohne die „absolute Unzüchtigkeit“ explizit anzuerkennen. Daher sahen die Höchstrichter keine Notwendigkeit, zu dieser Frage Stellung zu nehmen. Außerhalb Tirols und Vorarlbergs hielten die Gerichte am absoluten Verbot des kommerziellen Vertriebs homosexueller Pornografie fest, mit wenigen Ausnahmen, die nur die Aufhebung von Beschlagnahmen betrafen. Die Aufhebung der Tatbestände der „Werbung“ für Homosexualität (§ 220 StGB) und der „Verbindungen zur Begünstigung gleichgeschlechtlicher Unzucht“ (§ 221 StGB) im Jahr 1997 führte jedoch zu einem Wandel. Steirische Gerichte, wie das Landesgericht Leoben und das Oberlandesgericht Graz, gaben den kommerziellen Vertrieb homosexueller Pornografie außerhalb Tirols und Vorarlbergs frei. Die Gerichte betonten, dass die Änderungen im Strafrecht und die gesellschaftliche Akzeptanz von Homosexualität dazu führten, dass gleichgeschlechtliche Pornografie nicht mehr als absolut unzüchtig im Sinne des § 1 PornG betrachtet wird. Die materielle und prozessrechtliche Gleichstellung gleichgeschlechtlicher und verschieden-geschlechtlicher Lebensgemeinschaften im Jahr 1998 unterstützte diese Auffassung weiter.
Die Rechtsprechung zur SM-Pornografie war lange unklar. Der Senat des OGH von 1977 betrachtete sie als „harte“ Pornografie, wenn strafbare Handlungen wie sexuelle Gewalttätigkeit dargestellt wurden. Dazu zählen insbesondere sadomasochistische Gewalt und Vergewaltigungsszenen, die als „absolut unzüchtig“ eingestuft wurden. Auch einvernehmliche, selbst leichte Verletzungen aus sadomasochistischen Motiven galten als strafbar (§ 90 StGB) und deren pornografische Darstellung als unzüchtig. Schlagen oder Fesseln ohne Verletzung blieb hingegen straffrei. Später wurde das Kriterium der Strafbarkeit teils fallen gelassen und allein auf das Merkmal der Gewalt abgestellt. Auch die einvernehmliche Darstellung masochistischer Handlungen wurde als Tatbestand gewertet. Es wurde festgestellt, dass eine veränderte gesellschaftliche Einstellung zur realen Gewalt nicht erkennbar sei, da Gewalt weiterhin als unzulässige Form menschlicher Interaktion gelte, mit Ausnahme von sozial anerkannten Sportarten. Das Pornografiegesetz (PornG) wurde großzügiger gehandhabt, sowohl hinsichtlich homosexueller Pornografie als auch der Abgrenzung von „Pornografie“ zu unbeschränkt verbreitbarer „Erotik“. Das Landesgericht Innsbruck sah 1989 in einer lesbischen Szene „lediglich eine erotische Zärtlichkeit“, und das Landesgericht für Strafsachen Wien fand 1997, dass bestimmte Bilder nicht als „exzessiv aufdringlich und abstoßend“ angesehen werden können, da sie ruhend gezeigt worden sind.

#### Liberalisierung des Artikels 2 PornG: Schutz von Minderjährigen
Auch bei tatsächlich pornografischen Darstellungen wurde der Konfrontations- und Jugendschutz großzügig gehandhabt. Das Landesgericht Leoben schloss die Möglichkeit der Erregung öffentlichen Ärgernisses und der Gefährdung Jugendlicher durch die Verbreitung pornografischer Filme über Kabelfernsehen aus, da die Sendezeit zwischen 0:00 und 4:00 Uhr lag und auf den fehlenden Zugang für Minderjährige hingewiesen wurde. Diese Entscheidung wich vom OGH-Kriterium der abstrakten Gefährdung ab. Das Landesgericht Leoben schränkte auch das Erfordernis der Gewinnsüchtigkeit stärker ein als die bisherige Judikatur. Gewinnsüchtiges Handeln lag nicht vor, da die Kabelgesellschaft keine gesonderten Entgelte verlangte, keine Eigenwerbung sendete und 33 weitere Programme bot. Dies führte zu keiner signifikanten Steigerung der Anschlussinteressenten und machte Videoverleih wirtschaftlich attraktiver. Zur Beurteilung der „Anstößigkeit“ im Sinne des § 2 PornG hat die Rechtsprechung stets auf den „normalen, gesunden Durchschnittsmenschen“ zurückgegriffen. Entscheidend war, ob eine Publikation geeignet ist, eine normal entwickelte, noch nicht sechzehn Jahre alte Person durch Reizung der Lüsternheit oder Irreleitung des Geschlechtstriebes zu gefährden. Es wurde nicht darauf abgestellt, was Jugendliche selbst für angemessen hielten, da sie sich durch außerordentlichen Erlebnishunger auszeichnen. Daher wurde ein strenger Maßstab bei der Ausstellung von sexuell reizenden Bildern angelegt, um Jugendliche vor ungünstigen Einflüssen zu bewahren und sie für ihre wahren Lebensaufgaben reif zu machen. Auch im Bereich des § 2 PornG zeigten sich bereits in den 60er Jahren Liberalisierungstendenzen. Noch im Jahr 1951 untersagte das Gericht das Aushängen, Ausstellen oder Anschlagen des Plakates Amazone, das eine Frau in Unterwäsche zeigte, die sich einen Strumpf anzieht und dabei einen großen Teil ihres Oberschenkels freigibt, und ihre füllige Figur, ausgeprägten Formen und den tief ausgeschnittenen Büstenhalter hervorhob, an Orten, die auch Personen unter 16 Jahren zugänglich sind, insbesondere an Plakatwänden, Litfaßsäulen, Schaufenstern und Geschäftsräumen, mit der Begründung, dass das Werbeplakat Amazone geeignet sei, die geistige und sittliche Entwicklung jugendlicher Personen durch Reizung der Lüsternheit schädlich zu beeinflussen, was durch das Bekritzeln und Beschmieren einer Reihe von Plakate durch obszönste Zeichnungen bewiesen werde. Dagegen entschied der OGH 1961, dass die Abbildung einer stark dekolletierten Frau nicht jugendgefährdend sei, wenn die geschlechtliche Reizung das Maß des täglichen Lebens nicht übersteigt.
Spätere Entscheidungen nahmen jedoch gegenteilige Standpunkte ein, bis der OGH 1974 endgültig entschied, dass das Grenzmaß der Reizung nach der täglichen Reizüberflutung zu beurteilen ist. Der „normale Durchschnittsmensch“ wurde als aufgeschlossen betrachtet. Der OGH korrigierte den Gesetzgeber des Pornografiegesetzes, indem er auf das Erfordernis der Eignung zur Gefährdung der sittlichen und gesundheitlichen Entwicklung zurückgriff und die Verschärfung von 1950 rückgängig machte. Aus der „Reizung“ der Lüsternheit wurde nun wieder die „Überreizung“. Der OGH änderte seine Rechtsprechung und ließ eine „erotische Assoziation“ oder die „bloße Erweckung der Neugier“ nicht mehr genügen, um strafbar zu sein. Nun wurden nur „übersteigerte Sexualvorstellungen“ als strafbar nach § 2 PornG angesehen. Die körperliche Haltung und der Gesichtsausdruck blieben entscheidend. Eine Entscheidung des Landesgerichtes Leoben entlastete Rundfunkunternehmen von der Verantwortung nach § 2 PornG, was auf Anbieter „anstößiger“ Inhalte im Internet übertragen wurde. Dabei wurde erläutert, dass nicht die Anbieter, sondern der Besitzer des Fernsehgerätes dafür verantwortlich gemacht werden, einem unter 16-Jährigen Zugang zu beschaffen. In einer wegweisenden Entscheidung gab die Steiermärkische Landesregierung Aids-Präventionsbroschüren ab dem 14. Lebensjahr frei und stellte nach der Einholung eines kinder- und jugendpsychiatrischen Gutachtens fest, dass Jugendliche nach diesem Alter nicht mehr zur Homosexualität verführt werden können, sondern ihre eigene Neigung in eine gedeihliche Entwicklung integrieren sollen.

## Vorschläge eines neuen Gesetzes
1994 wurde ein neuer Entwurf für das Pornografiegesetz vorgeschlagen, da das bestehende Gesetz seit 44 Jahren unverändert war und nicht mehr zeitgemäß schien. Der Entwurf sah vor, nur noch bildliche Darstellungen zu erfassen (Schriften wären ausgeschlossen) und den unbestimmten Begriff der Unzucht, der auch gleichgeschlechtliche Handlungen umfasste, zu entfernen. Der Begriff wurde zuvor von den Gerichten einschränkend interpretiert. Der Entwurf schlug auch vor, dass nur noch pornografische Darstellungen mit Minderjährigen, sexuelle Gewalt und Darstellungen mit misshandelten Tieren strafbar sein sollten. Der Entwurf würde auch gleichgeschlechtliche Handlungen als Pornographie ausschließen. Außerdem sollte die Verbreitung von Pornografie generell strafbar werden, unabhängig von einer gewinnsüchtigen Absicht. Dieser Gesetzesvorschlag bekam eine Vielzahl an Stellungnahmen.
- Die Österreichische Gesellschaft für Sexualforschung (ÖGS) sowie das Rechtskomitee Lambda[8] bedauerten, dass die Vorschläge und Anregungen zum ursprünglichen Entwurf des neuen Pornographiegesetzes kaum berücksichtigt wurden. Der ursprüngliche Entwurf wurde begrüßt, da er pornographische Darstellungen nicht als grundsätzlich sozialschädlich ablehnte und den Schutz von Darstellern und Unmündigen betonte. Der neue Entwurf betrachte Pornographie jedoch als grundsätzlich gefährlich und versuche, sie durch verschärfte Jugendschutzbestimmungen und Konfrontationsschutz in die Heimlichkeit zu drängen.[9] Dies widerspreche den Erkenntnissen der modernen Sexualwissenschaft, die besagten, dass Pornographie sozial ungefährlich ist und ein freier Umgang mit Sexualität die sexuelle Gesundheit fördert.[9] Die Stellungnahme kritisierte die Definition von Pornographie im neuen Entwurf, da sie diskriminierend gegenüber homosexueller Pornographie sein könnte. Der neue Tatbestand des „Verbreitens von pornographischen Darstellungen gegen den Willen“ wurde als überflüssig angesehen. Die Altersgrenze von 16 Jahren im Jugendschutz wurde als zu hoch erachtet und die fehlende Strafausschließungsklausel für die Überlassung von Pornographie an Unmündige wurde bedauert. Die Strafbarkeit des Besitzes von Kinderpornographie wurde abgelehnt, da sie als rein kriminaljuristisches Verfolgungsinstrument betrachtet wird. Es wurde kritisiert, dass nur der Besitz von Kinderpornographie und nicht auch von Gewalt- oder tierquälerischer Pornographie unter Strafe gestellt wird. Die Bestimmung zur Einziehung von pornographischen Werken wurde als unklar und möglicherweise sexualfeindlich angesehen. Abschließend wurde darauf hingewiesen, dass die Verschärfungen im neuen Entwurf grundrechtswidrig waren und der ursprüngliche Entwurf unter Berücksichtigung der Änderungsvorschläge bevorzugt wurde.[9]

- Das Bundesministerium für Unterricht und Kunst bezog sich auf die Untersuchung von Henner Ertel, die besagte, dass der Konsum von Standardpornographie keine direkten Auswirkungen auf das sexuelle Handeln hat. Das Ministerium betonte jedoch, dass dies nicht als Unbedenklichkeitsurteil verstanden werden sollte. Es wird darauf hingewiesen, dass Reizmaterial unterschiedliche psychologische Auswirkungen haben kann, wie die kognitive Einprägung von Verhaltensleitbildern, die Herabsetzung der Hemmschwellen und die Erzeugung innerer Konflikte. Daher sollte der Schutz vor der Liberalisierung Vorrang haben.[10]
- Bei dem Amt der Burgenländischen Regierung fand der Entwurf grundsätzlich Zustimmung. Besonders positiv bewertet wurde die Änderung bei den Begriffsbestimmungen des § 1, bei der nun der Eindruck der Darstellung auf den objektiven Betrachter anstelle der Wiedergabe eines tatsächlichen Geschehens im Fokus steht. Das vereinfacht die Beweisführung bei gestellten oder manipulierten Szenen von Missbrauch. Zu § 1 Ziff. 2 wurde die Schwierigkeit der Beweisbarkeit des tatsächlichen Alters eines Kindes bei pornographischen Darstellungen thematisiert.[11] Die aktuelle Interpretation, dass das Alter in der Regel erkennbar sei, wurde im Hinblick auf 12- bis 14-jährige Opfer als unzureichend erachtet.[11] Es wurde eine rechtliche Verankerung des objektiven Betrachters auch bei der Altersbewertung gefordert. Zu § 4 wurde die Beibehaltung der Altersgrenze von 16 Jahren im strafrechtlichen Jugendschutz befürwortet. Angesichts der Zunahme von pornographischen Tonbanddiensten und deren leichter Zugänglichkeit durch Kinder wurde die Ausdehnung der Jugendschutzbestimmungen auf Darstellungen in Schrift und Ton begrüßt. Zu § 11 wurde die Neufassung und Ausdehnung der Bestimmung über die Einziehung von Tatobjekten auf Daten- und Tonträger sowie Schriften als umfassend wirksame Maßnahme positiv hervorgehoben.[11]

- Das Bundesministerium für Gesundheit, Sport und Konsumentenschutz begrüßte den Entwurf eines Pornographiegesetzes. Besonders wurde die Möglichkeit hervorgehoben, dass die Staatsanwaltschaft eine Anzeige vorläufig zurücklegen kann, wenn der Verdächtige eine sexualtherapeutische Beratung in Anspruch nimmt. Die Beratung soll durch Ärzte, Psychologen oder entsprechende Einrichtungen erfolgen. Diese Maßnahme wurde gesundheitspolitisch als sinnvoll erachtet. Es wurde angeregt, im Gesetzentwurf den Begriff „Psychologen“ durch „klinischen Psychologen“ zu ersetzen.[12]

- Die Homosexuelle Initiative Wien (HOSI), sah die Formulierung „deren Betrachtung offenkundig den Eindruck vermittelt, dass es bei ihrer Herstellung zu einer solchen Gewalttätigkeit gekommen ist“ als problematisch an.[13] Diese Formulierung würde sämtliche sadomasochistische Pornografie verbieten, auch wenn die DarstellerInnen freiwillig mitgemacht haben. Sadomasochismus, der von allen Beteiligten freiwillig praktiziert wird, sollte nicht kriminalisiert werden, auch nicht in bildlicher Darstellung.[13] Sie merkten an, dass es einen Widerspruch gibt. Einerseits sollen Darstellungen gleichgeschlechtlicher Handlungen aus dem Bereich der strafbaren Pornografie ausgeklammert werden, andererseits werden solche Darstellungen als „harte Pornografie“ erfasst. Eine Klarstellung sei notwendig.[13] Es wurde vorgeschlagen, den § 3 des Entwurfs zu streichen, da man gegen eine Kriminalisierung des Besitzes von pornografischen Darstellungen mit Unmündigen ist. Die Anhebung des Jugendschutzalters auf 16 Jahre wurde als unlogisch und inkonsequent angesehen. Wenn Personen ab 14 Jahren an der Herstellung von legaler Pornografie mitwirken können, sollte auch der Konsum dieser Produkte ab 14 Jahren erlaubt sein.[13]

- Die Katholische Aktion der Diözese St. Pölten lehnte den zweiten Entwurf des Pornographiegesetzes 1994 ab. Hauptkritikpunkte sind das Schutzalter von 14 Jahren, die Einschränkung auf bildliche Darstellungen, unklare Begriffsbestimmungen und die Missachtung des allgemeinen Sittlichkeitsempfindens. Positiv hervorgehoben wurde die Regelungen zu Kinderpornografie. Insgesamt überwiegen jedoch die negativen Auswirkungen des Gesetzes die möglichen Verbesserungen.[14]

- Das Amt der Wiener Landesregierung hatte keine Bedenken gegen den Gesetzentwurf. Es wurde vorgeschlagen, eine Begutachtungseinrichtung nach dem Vorbild der Bewertungskommissionen im Filmbereich zu schaffen. Dies soll Medienprodukte vor ihrer Veröffentlichung bewerten und so die Anzahl strafrechtlich relevanter Medienprodukte verringern. Es wurde darauf hingewiesen, dass Filme sich häufig zwischen Kino- und Videofassungen unterscheiden, insbesondere in Bezug auf brutalisierenden oder pornografischen Inhalt. Zudem wurde angeregt, vorhandene Einrichtungen für diese Aufgabe zu nutzen und gesetzlich zu verankern.[15]

- Das Amt der Salzburger Landesregierung begrüßte den überarbeiteten Gesetzentwurf. Besonders positiv wurden die Anhebung der Schutzaltersgrenze auf 16 Jahre, das Abgehen vom Tatbestandsmerkmal der Wiedergabe eines tatsächlichen Geschehens in § 1 und die Einbeziehung der Ton- und sonstigen Bildträger bewertet. Auch die vorgeschlagenen Verfahrensbestimmungen für sexualtherapeutische Beratung als Alternative zur Bestrafung wurden ausdrücklich begrüßt.[16]

- Die Wirtschaftskammer Österreich begrüßte die Modernisierung und Anpassung an die Rechtslage benachbarter Staaten. Sie betonte, dass Labortätigkeiten im Zusammenhang mit der Fotoausarbeitung unter die Befreiungsbestimmung fallen sollten, da es oft unmöglich ist, eingehende Negative auf ihren Inhalt zu überprüfen. Das Zugänglichmachen einer bildlichen pornographischen Darstellung gegen den Willen eines anderen wurde unter Strafe gestellt. Es sollte klargestellt werden, dass Buchhändler, die Werke mit pornographischen Inhalten ausstellen, nicht gegen das Gesetz verstoßen, sofern diese Inhalte den Kunden zugänglich sind. Die Verschärfung der Unternehmerhaftung wurde kritisiert. Die Wirtschaftskammer forderte, dass Vermögensnachteil und auffallende Sorglosigkeit summierend und nicht alternativ als Voraussetzung für die Unternehmerhaftung gelten sollten. Eine Unternehmerhaftung sollte nur dann eintreten, wenn der Unternehmer durch die Handlung seines Verkaufspersonals einen Vermögensvorteil erlangt. Daher sollte die Regelung des Vorentwurfes beibehalten werden.[17]
- Die Vereinigung der Österreichischen Richter hob positiv das Absehen vom Tatbestandsmerkmal der Wiedergabe eines „tatsächlichen Geschehens“, die Anhebung der Schutzaltersgrenze auf 16 Jahre und die Einführung eines ausdrücklichen Belästigungsschutzes hervor, wodurch dem Entwurf zum Pornographiegesetz zugestimmt werden könne.[18]
- Die Präsidialabteilung im Amt der Tiroler Landesregierung[19] und das Amt der Vorarlberger Landesregierung[20] sowie die Landesamtsdirektion des Amts der Niederösterreichischen Landesregierung[21] hatten keine Einwände gegen den Vorschlag.

Am 14. Oktober 2020 wurde im Rahmen des Gesetzespakets „Hass-im-Netz“ ein Entschließungsantrag eingereicht. Der Antrag kritisierte das österreichische Pornographiegesetz, das seit 1950 unverändert geblieben war und nicht mehr den gesellschaftlichen und technischen Veränderungen des 21. Jahrhunderts entsprach. Die Gesetzeslage spiegele moralische Wertvorstellungen der Nachkriegsjahre wider und sei daher veraltet. Seit den 1970er Jahren wurde das Gesetz durch die Rechtsprechung aufgeweicht, sodass der Anwendungsbereich fraglich wurde. Seit dem Jahr 2000 war der Oberste Gerichtshof nicht mehr mit Fällen betreffend das Pornographiegesetz befasst, da wesentliche Rechtsentwicklungen im Strafgesetzbuch stattfanden.